# 富北軌道
富北軌道（ふほくきどう）は山梨県南都留郡福地村大字上吉田 - 同郡船津村間を結んだ馬車軌道およびその運営会社である。富士山麓電気鉄道（富士急行）に買収され廃止された。

## 路線データ
- 路線距離： 2.0哩（上吉田 - 船津間）未開業5.8哩（船津村 - 鳴沢村間）
- 軌間： 2尺5寸=753mm[1]
- 複線区間：なし（全線単線）
- 電化区間：なし（全線非電化）
- 動力：馬力

## 歴史
明治末期より富士山麓には馬車鉄道群が存在し中央本線大月駅から富士吉田を経由し東海道本線御殿場駅をつなぐ約55キロの長大路線を形成していた。
その馬車鉄道群に接続すべく最後に現れたのが1912年12月に福地村 - 鳴沢村間7.28哩の特許を得た富北軌道であり、1917年3月に福地村上吉田 - 船津村船津間2哩が開業し、都留馬車鉄道と接続した。開業以来良好な成績を上げていたが、やがて大正末期になると乗合自動車の影響を受け業績は低下していった。富士回遊軌道（1922年に社名変更）でも沿線に甲駿自動車商会が御殿場 - 吉田 - 船津間の自動車路線を開業し、富士回遊軌道も吉田 - 船津 - 小立 - 鳴沢 - 精進湖畔間の自動車路線の営業を始めていた。
その後まもなく富士山麓開発を目的として設立された富士山麓電気鉄道が登場する。この鉄道の予定路線は中央線大月駅 - 吉田間、吉田 - 鳴沢、精進湖、本栖間、吉田 - 山中湖間、さらに吉田 - 御殿場間、本栖 - 大宮間というものであった。鉄道省は免許条件として富士山麓電気鉄道に対し並行する軌道の買収を義務づけていた。軌道の経営者は富士山麓電気鉄道の発起人に加わっている者もいたことから富士山麓電気鉄道より補償金を受け廃止の手続きをすすめることになった。こうして富士回遊軌道は1927年（昭和2年）に富士山麓電気鉄道との間に買収契約を締結し廃止されることのなったのである。

### 船津村 - 鳴沢村大田和間について
船津村 - 鳴沢村大田和間は公式には未開業であるが、鉄道省編『鉄道旅行案内 大正13年』には鳴沢まで開通の記述が有ることや、地形図にも軌道の記載があることから未許可営業の可能性があるとしている。また一部の土地買収が難航し、不通区間を乗客は徒歩連絡していたと伝えられている。
- 1912年（大正元年）12月7日 - 軌道特許状下付[9]
- 1913年（大正2年）5月 - 富北軌道株式会社設立[10]
- 1917年（大正6年）3月30日 - 開業（南都留郡福地村大字上吉田 - 同郡船津村字権現森間2.0哩）[11]
- 1922年（大正11年）1月10日 - 富士回遊軌道へ社名変更届出[12]
- 1926年（大正15年）
  - 3月1日 - 船津村 - 鳴沢村大田和間開業
  - 8月5日 - 起業廃止（鳴沢村地内1.27哩）[13]
- 1927年（昭和2年）2月25日 - 富士山麓電気鉄道との間に買収契約。
- 1928年（昭和3年）2月20日 - 廃止許可（南都留郡福地村-同郡鳴澤村）[14]

## 輸送・収支実績
| 年度 | 輸送人員（人） | 貨物量（トン） | 営業収入（円） | 営業費（円） | 営業益金（円） | その他損金（円） | 客車 | 貨車 |
| ---- | -------------- | -------------- | -------------- | ------------ | -------------- | ---------------- | ---- | ---- |
| 1917 | 19,761         |                | 2,095          | 2,606        | ▲ 511          |                  | 7    | 1    |
| 1918 | 18,035         |                | 5,076          | 4,289        | 787            |                  | 8    |      |
| 1919 | 10,035         |                | 7,733          | 5,436        | 2,297          |                  | 8    |      |
| 1920 | 43,805         |                | 7,936          | 7,630        | 306            |                  | 6    | 2    |
| 1921 | 45,568         | 2,973          | 9,696          | 7,642        | 2,054          |                  | 6    | 2    |
| 1922 | 54,289         | 3,573          | 10,949         | 9,121        | 1,828          |                  | 5    | 2    |
| 1923 | 70,315         | 2,742          | 13,831         | 12,645       | 1,186          |                  | 5    | 1    |
| 1924 | 81,414         | 2,770          | 15,515         | 11,887       | 3,628          |                  | 6    | 2    |
| 1925 | 61,135         | 3,633          | 12,024         | 11,960       | 64             |                  | 5    | 1    |
| 1926 | 49,826         | 1,155          | 9,439          | 10,466       | ▲ 1,027        | 雑損61           | 5    | 1    |
| 1927 | 17,727         | 544            | 2,611          | 4,052        | ▲ 1,441        |                  | 5    | 1    |

- 鉄道院鉄道統計資料、鉄道省鉄道統計資料、鉄道統計資料各年度版